# Interlands Montenegrijns voetbalelftal 2010-2019
Deze pagina toont een chronologisch en gedetailleerd overzicht van de interlands die het Montenegrijns voetbalelftal speelde in de periode 2010 – 2019.

## Interlands

### 2010
|                                                             |                                    |       |                |                                                                                |
| 3 maart Vriendschappelijk № 24 «onderlinge duels» 13:30 uur | Macedonië                          | 2 – 1 | Montenegro     | Philip II Arena, Skopje Toeschouwers: 7.000 Scheidsrechter: Albano Janku (ALB) |
| 3 maart Vriendschappelijk № 24 «onderlinge duels» 13:30 uur | Ilčo Naumoski 28' Goran Pandev 31' |       | 61' Marko Baša | Philip II Arena, Skopje Toeschouwers: 7.000 Scheidsrechter: Albano Janku (ALB) |

|                                                            |            |                  |         |                                                                                          |
| 25 mei Vriendschappelijk № 25 «onderlinge duels» 19:15 uur | Montenegro | 0 – 1            | Albanië | Pod Goricomstadion, Podgorica Toeschouwers: 6.000 Scheidsrechter: Marijo Strahonja (CRO) |
| 25 mei Vriendschappelijk № 25 «onderlinge duels» 19:15 uur |            | 79' Hamdi Salihi |         | Pod Goricomstadion, Podgorica Toeschouwers: 6.000 Scheidsrechter: Marijo Strahonja (CRO) |

|                                                            |                                                   |       |                   |                                                                                 |
| 29 mei Vriendschappelijk № 26 «onderlinge duels» 15:00 uur | Noorwegen                                         | 2 – 1 | Montenegro        | Ullevaalstadion, Oslo Toeschouwers: 13.132 Scheidsrechter: Jonas Eriksson (SWE) |
| 29 mei Vriendschappelijk № 26 «onderlinge duels» 15:00 uur | Christian Grindheim 44' Morten Gamst Pedersen 89' |       | 82' Mirko Vučinić | Ullevaalstadion, Oslo Toeschouwers: 13.132 Scheidsrechter: Jonas Eriksson (SWE) |

|                                                                 |                                         |       |               |                                                                                         |
| 11 augustus Vriendschappelijk № 27 «onderlinge duels» 19:30 uur | Montenegro                              | 2 – 0 | Noord-Ierland | Pod Goricomstadion, Podgorica Toeschouwers: 5.000 Scheidsrechter: Boško Jovanetić (SRB) |
| 11 augustus Vriendschappelijk № 27 «onderlinge duels» 19:30 uur | Radomir Đalović 43' Radomir Đalović 59' |       |               | Pod Goricomstadion, Podgorica Toeschouwers: 5.000 Scheidsrechter: Boško Jovanetić (SRB) |

|                                                                       |                   |       |       |                                                                                          |
| 3 september EK-kwalificatie Groep G № 28 «onderlinge duels» 18:30 uur | Montenegro        | 1 – 0 | Wales | Pod Goricomstadion, Podgorica Toeschouwers: 7.442 Scheidsrechter: Anastasios Kakos (GRE) |
| 3 september EK-kwalificatie Groep G № 28 «onderlinge duels» 18:30 uur | Mirko Vučinić 30' |       |       | Pod Goricomstadion, Podgorica Toeschouwers: 7.442 Scheidsrechter: Anastasios Kakos (GRE) |

|                                                                       |           |                    |            | |
| 7 september EK-kwalificatie Groep G № 29 «onderlinge duels» 18:30 uur | Bulgarije | 0 – 1              | Montenegro | Vasil Levski Nationaal Stadion, Sofia Toeschouwers: 6.000 Scheidsrechter: Vladislav Bezborodov (RUS) |
| 7 september EK-kwalificatie Groep G № 29 «onderlinge duels» 18:30 uur |           | 35' Elsad Zverotić |            | Vasil Levski Nationaal Stadion, Sofia Toeschouwers: 6.000 Scheidsrechter: Vladislav Bezborodov (RUS) |

|                                                                     |                   |       |             | |
| 8 oktober EK-kwalificatie Groep G № 30 «onderlinge duels» 19:30 uur | Montenegro        | 1 – 0 | Zwitserland | Pod Goricomstadion, Podgorica Toeschouwers: 12.700 Scheidsrechter: Eduardo Iturralde González (ESP) |
| 8 oktober EK-kwalificatie Groep G № 30 «onderlinge duels» 19:30 uur | Mirko Vučinić 68' |       |             | Pod Goricomstadion, Podgorica Toeschouwers: 12.700 Scheidsrechter: Eduardo Iturralde González (ESP) |

|                                                                      |          |       |            |                                                                                 |
| 12 oktober EK-kwalificatie Groep G № 31 «onderlinge duels» 20:00 uur | Engeland | 0 – 0 | Montenegro | Wembley Stadium, Londen Toeschouwers: 73.250 Scheidsrechter: Manuel Gräfe (GER) |
| 12 oktober EK-kwalificatie Groep G № 31 «onderlinge duels» 20:00 uur |          |       |            | Wembley Stadium, Londen Toeschouwers: 73.250 Scheidsrechter: Manuel Gräfe (GER) |

|                                                                 |                                    |       |              |                                                                                            |
| 17 november Vriendschappelijk № 32 «onderlinge duels» 12:00 uur | Montenegro                         | 2 – 0 | Azerbeidzjan | Pod Goricomstadion, Podgorica Toeschouwers: 3.000 Scheidsrechter: Aleksandar Stavrev (MKD) |
| 17 november Vriendschappelijk № 32 «onderlinge duels» 12:00 uur | Luka Pejović 62' Fatos Bećiraj 74' |       |              | Pod Goricomstadion, Podgorica Toeschouwers: 3.000 Scheidsrechter: Aleksandar Stavrev (MKD) |

### 2011
|                                                              |                    |       |             |                                                                                        |
| 25 maart Vriendschappelijk № 33 «onderlinge duels» 17:00 uur | Montenegro         | 1 – 0 | Oezbekistan | Pod Goricomstadion, Podgorica Toeschouwers: 6.000 Scheidsrechter: Vlado Glođović (SRB) |
| 25 maart Vriendschappelijk № 33 «onderlinge duels» 17:00 uur | Simon Vukčević 90' |       |             | Pod Goricomstadion, Podgorica Toeschouwers: 6.000 Scheidsrechter: Vlado Glođović (SRB) |

|                                                                  |                     |       |                  |                                                                                     |
| 4 juni EK-kwalificatie Groep G № 34 «onderlinge duels» 19:30 uur | Montenegro          | 1 – 1 | Bulgarije        | Pod Goricomstadion, Podgorica Toeschouwers: 12.000 Scheidsrechter: Alon Yefet (ISR) |
| 4 juni EK-kwalificatie Groep G № 34 «onderlinge duels» 19:30 uur | Radomir Đalović 53' |       | 66' Ivelin Popov | Pod Goricomstadion, Podgorica Toeschouwers: 12.000 Scheidsrechter: Alon Yefet (ISR) |

|                                                                 |                                                    |       |                                   |                                                                                   |
| 10 augustus Vriendschappelijk № 35 «onderlinge duels» 19:00 uur | Albanië                                            | 3 – 2 | Montenegro                        | Loro Boriçistadion, Shkodër Toeschouwers: 5.500 Scheidsrechter: Anton Genov (BUL) |
| 10 augustus Vriendschappelijk № 35 «onderlinge duels» 19:00 uur | Erjon Bogdani 33' Jahmir Hyka 64' Hamdi Salihi 69' |       | 40' Stefan Savić 49' Stefan Savić | Loro Boriçistadion, Shkodër Toeschouwers: 5.500 Scheidsrechter: Anton Genov (BUL) |

|                                                                       |                                    |       |                    |                                                                                     |
| 2 september EK-kwalificatie Groep G № 36 «onderlinge duels» 19:45 uur | Wales                              | 2 – 1 | Montenegro         | Cardiff City Stadium, Cardiff Toeschouwers: 17.500 Scheidsrechter: Luca Banti (ITA) |
| 2 september EK-kwalificatie Groep G № 36 «onderlinge duels» 19:45 uur | Steve Morison 29' Aaron Ramsey 50' |       | 71' Stevan Jovetić | Cardiff City Stadium, Cardiff Toeschouwers: 17.500 Scheidsrechter: Luca Banti (ITA) |

|                                                                     |                                          |       |                                  |                                                                                         |
| 7 oktober EK-kwalificatie Groep G № 37 «onderlinge duels» 20:00 uur | Montenegro                               | 2 – 2 | Engeland                         | Pod Goricomstadion, Podgorica Toeschouwers: 12.700 Scheidsrechter: Wolfgang Stark (GER) |
| 7 oktober EK-kwalificatie Groep G № 37 «onderlinge duels» 20:00 uur | Elsad Zverotić 45' Andrija Delibašić 90' |       | 11' Ashley Young 31' Darren Bent | Pod Goricomstadion, Podgorica Toeschouwers: 12.700 Scheidsrechter: Wolfgang Stark (GER) |

|                                                                      |                                            |       |            |                                                                                       |
| 11 oktober EK-kwalificatie Groep G № 38 «onderlinge duels» 19:15 uur | Zwitserland                                | 2 – 0 | Montenegro | St. Jakob-Park, Bazel Toeschouwers: 19.997 Scheidsrechter: Olegário Benquerença (POR) |
| 11 oktober EK-kwalificatie Groep G № 38 «onderlinge duels» 19:15 uur | Eren Derdiyok 51' Stephan Lichtsteiner 65' |       |            | St. Jakob-Park, Bazel Toeschouwers: 19.997 Scheidsrechter: Olegário Benquerença (POR) |

|                                                                         |                                    |       |            |                                                                                 |
| 11 november EK-kwalificatie Play-offs № 39 «onderlinge duels» 20:15 uur | Tsjechië                           | 2 – 0 | Montenegro | Stadion Letná, Praag Toeschouwers: 14.560 Scheidsrechter: Martin Atkinson (ENG) |
| 11 november EK-kwalificatie Play-offs № 39 «onderlinge duels» 20:15 uur | Václav Pilař 63' Tomáš Sivok 90+2' |       |            | Stadion Letná, Praag Toeschouwers: 14.560 Scheidsrechter: Martin Atkinson (ENG) |

|                                                                         |            |                  |          |                                                                                         |
| 15 november EK-kwalificatie Play-offs № 40 «onderlinge duels» 20:15 uur | Montenegro | 0 – 1            | Tsjechië | Pod Goricomstadion, Podgorica Toeschouwers: 11.000 Scheidsrechter: Nicola Rizzoli (ITA) |
| 15 november EK-kwalificatie Play-offs № 40 «onderlinge duels» 20:15 uur |            | 81' Petr Jiráček |          | Pod Goricomstadion, Podgorica Toeschouwers: 11.000 Scheidsrechter: Nicola Rizzoli (ITA) |

### 2012
|                                                                 |                                       |       |                        |                                                                                       |
| 29 februari Vriendschappelijk № 41 «onderlinge duels» 17:00 uur | Montenegro                            | 2 – 1 | IJsland                | Pod Goricomstadion, Podgorica Toeschouwers: 5.500 Scheidsrechter: Ognjen Valjić (BIH) |
| 29 februari Vriendschappelijk № 41 «onderlinge duels» 17:00 uur | Stevan Jovetić 56' Stevan Jovetić 87' |       | 79' Alfreð Finnbogason | Pod Goricomstadion, Podgorica Toeschouwers: 5.500 Scheidsrechter: Ognjen Valjić (BIH) |

|                                                            |                                           |       |                                     |                                                                                            |
| 25 mei Vriendschappelijk № 42 «onderlinge duels» 20:45 uur | België                                    | 2 – 2 | Montenegro                          | Koning Boudewijnstadion, Brussel Toeschouwers: 25.000 Scheidsrechter: Clément Turpin (FRA) |
| 25 mei Vriendschappelijk № 42 «onderlinge duels» 20:45 uur | Kevin Mirallas 25' Eden Hazard 34' (pen.) |       | 5' Mirko Vučinić 75' Nikola Drinčić | Koning Boudewijnstadion, Brussel Toeschouwers: 25.000 Scheidsrechter: Clément Turpin (FRA) |

|                                                                 |                                       |       |         |                                                                                       |
| 15 augustus Vriendschappelijk № 43 «onderlinge duels» 20:30 uur | Montenegro                            | 2 – 0 | Letland | Pod Goricomstadion, Podgorica Toeschouwers: 5.000 Scheidsrechter: Danilo Grujić (SRB) |
| 15 augustus Vriendschappelijk № 43 «onderlinge duels» 20:30 uur | Stevan Jovetić 36' Filip Kasalica 76' |       |         | Pod Goricomstadion, Podgorica Toeschouwers: 5.000 Scheidsrechter: Danilo Grujić (SRB) |

|                                                                       |                                      |       |                                                        |                                                                                             |
| 7 september WK-kwalificatie Groep H № 44 «onderlinge duels» 20:30 uur | Montenegro                           | 2 – 2 | Polen                                                  | Pod Goricomstadion, Podgorica Toeschouwers: 11.420 Scheidsrechter: Kristinn Jakobsson (ISL) |
| 7 september WK-kwalificatie Groep H № 44 «onderlinge duels» 20:30 uur | Nikola Drinčić 27' Mirko Vučinić 45' |       | 6' (pen.) Jakub Błaszczykowski 55' Adrian Mierzejewski | Pod Goricomstadion, Podgorica Toeschouwers: 11.420 Scheidsrechter: Kristinn Jakobsson (ISL) |

|                                                                        |            | |            |                                                                                  |
| 11 september WK-kwalificatie Groep H № 45 «onderlinge duels» 20:30 uur | San Marino | 0 – 6 | Montenegro | Stadio Olimpico, Serravalle Toeschouwers: 1.947 Scheidsrechter: Neil Doyle (IRL) |
| 11 september WK-kwalificatie Groep H № 45 «onderlinge duels» 20:30 uur |            | 24' Luka Đorđević 26' Fatos Bećiraj 51' Fatos Bećiraj 69' Elsad Zverotić 78' Andrija Delibašić 82' Andrija Delibašić |            | Stadio Olimpico, Serravalle Toeschouwers: 1.947 Scheidsrechter: Neil Doyle (IRL) |

|                                                                      |          |                      |            |                                                                                      |
| 16 oktober WK-kwalificatie Groep H № 46 «onderlinge duels» 20:00 uur | Oekraïne | 0 – 1                | Montenegro | NSK Olimpiejsky, Kiev Toeschouwers: 50.597 Scheidsrechter: Mihalis Koukoulakis (GRE) |
| 16 oktober WK-kwalificatie Groep H № 46 «onderlinge duels» 20:00 uur |          | 45' Dejan Damjanović |            | NSK Olimpiejsky, Kiev Toeschouwers: 50.597 Scheidsrechter: Mihalis Koukoulakis (GRE) |

|                                                                       |                                                                |       |            |                                                                                           |
| 14 november WK-kwalificatie Groep H № 47 «onderlinge duels» 18:00 uur | Montenegro                                                     | 3 – 0 | San Marino | Pod Goricomstadion, Podgorica Toeschouwers: 8.000 Scheidsrechter: Sándor Andó-Szabó (HUN) |
| 14 november WK-kwalificatie Groep H № 47 «onderlinge duels» 18:00 uur | Andrija Delibašić 14' Andrija Delibašić 31' Elsad Zverotić 68' |       |            | Pod Goricomstadion, Podgorica Toeschouwers: 8.000 Scheidsrechter: Sándor Andó-Szabó (HUN) |

### 2013
|                                                                    |          |                   |            |                                                                                     |
| 22 maart WK-kwalificatie Groep H № 48 «onderlinge duels» 19:30 uur | Moldavië | 0 – 1             | Montenegro | Stadionul Zimbru, Chișinău Toeschouwers: 5.400 Scheidsrechter: Daniele Orsato (ITA) |
| 22 maart WK-kwalificatie Groep H № 48 «onderlinge duels» 19:30 uur |          | 78' Mirko Vučinić |            | Stadionul Zimbru, Chișinău Toeschouwers: 5.400 Scheidsrechter: Daniele Orsato (ITA) |

|                                                                    |                      |       |                 |                                                                                         |
| 26 maart WK-kwalificatie Groep H № 49 «onderlinge duels» 20:00 uur | Montenegro           | 1 – 1 | Engeland        | Pod Goricomstadion, Podgorica Toeschouwers: 11.300 Scheidsrechter: Jonas Eriksson (SWE) |
| 26 maart WK-kwalificatie Groep H № 49 «onderlinge duels» 20:00 uur | Dejan Damjanović 76' |       | 6' Wayne Rooney | Pod Goricomstadion, Podgorica Toeschouwers: 11.300 Scheidsrechter: Jonas Eriksson (SWE) |

|                                                                  |            |                                                                               |          |                                                                                       |
| 7 juni WK-kwalificatie Groep H № 50 «onderlinge duels» 20:30 uur | Montenegro | 0 – 4                                                                         | Oekraïne | Pod Goricomstadion, Podgorica Toeschouwers: 11.996 Scheidsrechter: Manuel Gräfe (GER) |
| 7 juni WK-kwalificatie Groep H № 50 «onderlinge duels» 20:30 uur |            | 52' Denys Garmash 77' Jevhen Konopljanka 85' Artem Fedetskyi 90' Roman Bezoes |          | Pod Goricomstadion, Podgorica Toeschouwers: 11.996 Scheidsrechter: Manuel Gräfe (GER) |

|                                                                 |                              |       |                   |                                                                                  |
| 14 augustus Vriendschappelijk № 51 «onderlinge duels» 17:30 uur | Wit-Rusland                  | 1 – 1 | Montenegro        | Torpedostadion, Zjodzina Toeschouwers: 3.000 Scheidsrechter: Kristo Tohver (EST) |
| 14 augustus Vriendschappelijk № 51 «onderlinge duels» 17:30 uur | Sergej Kornilenko 16' (pen.) |       | 63' Mirko Vučinić | Torpedostadion, Zjodzina Toeschouwers: 3.000 Scheidsrechter: Kristo Tohver (EST) |

|                                                                       |                        |       |                      |                                                                                      |
| 6 september WK-kwalificatie Groep H № 52 «onderlinge duels» 20:45 uur | Polen                  | 1 – 1 | Montenegro           | Nationaal Stadion, Warschau Toeschouwers: 45.652 Scheidsrechter: Björn Kuipers (NED) |
| 6 september WK-kwalificatie Groep H № 52 «onderlinge duels» 20:45 uur | Robert Lewandowski 16' |       | 11' Dejan Damjanović | Nationaal Stadion, Warschau Toeschouwers: 45.652 Scheidsrechter: Björn Kuipers (NED) |

|                                                                      |                                                                                               |       |                      |                                                                                    |
| 11 oktober WK-kwalificatie Groep H № 53 «onderlinge duels» 21:00 uur | Engeland                                                                                      | 4 – 1 | Montenegro           | Wembley Stadium, Londen Toeschouwers: 83.807 Scheidsrechter: Alberto Undiano (ESP) |
| 11 oktober WK-kwalificatie Groep H № 53 «onderlinge duels» 21:00 uur | Wayne Rooney 48' Branko Bošković 62' (e.d.) Andros Townsend 78' Daniel Sturridge 90+3' (pen.) |       | 71' Dejan Damjanović | Wembley Stadium, Londen Toeschouwers: 83.807 Scheidsrechter: Alberto Undiano (ESP) |

|                                                            |                                                |       |                                                                                                   |                                                                                              |
| 15 oktober WK-kwalificatie Groep H № 54 «onderlinge duels» | Montenegro                                     | 2 – 5 | Moldavië                                                                                          | Pod Goricomstadion, Podgorica Toeschouwers: 6.000 Scheidsrechter: Robert Schörgenhofer (AUT) |
| 15 oktober WK-kwalificatie Groep H № 54 «onderlinge duels» | Stevan Jovetić 55' (pen.) Stevan Jovetić 90+1' |       | 28' Alexandru Antoniuc 62' Igor Armaş 64' Eugen Sidorenco 73' Artur Ioniţă 89' Alexandru Antoniuc | Pod Goricomstadion, Podgorica Toeschouwers: 6.000 Scheidsrechter: Robert Schörgenhofer (AUT) |

|                                                                 |                     |       |                                                                                  |                                                                                     |
| 17 november Vriendschappelijk № 55 «onderlinge duels» 19:00 uur | Luxemburg           | 1 – 4 | Montenegro                                                                       | Stade Josy Barthel, Luxemburg Toeschouwers: 1.755 Scheidsrechter: Tobias Welz (GER) |
| 17 november Vriendschappelijk № 55 «onderlinge duels» 19:00 uur | Maurice Deville 67' |       | 38' (pen.) Marko Baša 58' Elsad Zverotić 70' Miroje Jovanović 82' Marko Ćetković | Stade Josy Barthel, Luxemburg Toeschouwers: 1.755 Scheidsrechter: Tobias Welz (GER) |

### 2014
|                                                             |                            |       |       |                                                                                        |
| 5 maart Vriendschappelijk № 56 «onderlinge duels» 19:00 uur | Montenegro                 | 1 – 0 | Ghana | Pod Goricomstadion, Podgorica Toeschouwers: 5.500 Scheidsrechter: Vlado Glođović (SRB) |
| 5 maart Vriendschappelijk № 56 «onderlinge duels» 19:00 uur | Dejan Damjanović 2' (pen.) |       |       | Pod Goricomstadion, Podgorica Toeschouwers: 5.500 Scheidsrechter: Vlado Glođović (SRB) |

|                                                            |                                         |       |            |                                                                               |
| 23 mei Vriendschappelijk № 57 «onderlinge duels» 20:15 uur | Slowakije                               | 2 – 0 | Montenegro | NTC Senec, Senec Toeschouwers: 2.587 Scheidsrechter: Bartosz Frankowski (POL) |
| 23 mei Vriendschappelijk № 57 «onderlinge duels» 20:15 uur | Vladimír Weiss 45+1' Erik Jendrišek 85' |       |            | NTC Senec, Senec Toeschouwers: 2.587 Scheidsrechter: Bartosz Frankowski (POL) |

|                                                            |            |       |      |                                                                                  |
| 26 mei Vriendschappelijk № 58 «onderlinge duels» 18:30 uur | Montenegro | 0 – 0 | Iran | Stadion Hartberg, Hartberg Toeschouwers: 1.000 Scheidsrechter: René Eisner (AUT) |
| 26 mei Vriendschappelijk № 58 «onderlinge duels» 18:30 uur |            |       |      | Stadion Hartberg, Hartberg Toeschouwers: 1.000 Scheidsrechter: René Eisner (AUT) |

|                                                                       |                                         |       |          |                                                                                           |
| 8 september EK-kwalificatie Groep G № 59 «onderlinge duels» 20:45 uur | Montenegro                              | 2 – 0 | Moldavië | Pod Goricomstadion, Podgorica Toeschouwers: 8.750 Scheidsrechter: Aleksej Koelbakov (BLR) |
| 8 september EK-kwalificatie Groep G № 59 «onderlinge duels» 20:45 uur | Mirko Vučinić 45+3' Žarko Tomašević 73' |       |          | Pod Goricomstadion, Podgorica Toeschouwers: 8.750 Scheidsrechter: Aleksej Koelbakov (BLR) |

|                                                                     |               |       |            |                                                                               |
| 9 oktober EK-kwalificatie Groep G № 60 «onderlinge duels» 20:45 uur | Liechtenstein | 0 – 0 | Montenegro | Rheinparkstadion, Vaduz Toeschouwers: 2.790 Scheidsrechter: Simon Evans (WAL) |
| 9 oktober EK-kwalificatie Groep G № 60 «onderlinge duels» 20:45 uur |               |       |            | Rheinparkstadion, Vaduz Toeschouwers: 2.790 Scheidsrechter: Simon Evans (WAL) |

|                                                                      |                  |       |            |                                                                                   |
| 12 oktober EK-kwalificatie Groep G № 61 «onderlinge duels» 20:45 uur | Oostenrijk       | 1 – 0 | Montenegro | Ernst Happelstadion, Wenen Toeschouwers: 44.200 Scheidsrechter: Bas Nijhuis (NED) |
| 12 oktober EK-kwalificatie Groep G № 61 «onderlinge duels» 20:45 uur | Rubin Okotie 24' |       |            | Ernst Happelstadion, Wenen Toeschouwers: 44.200 Scheidsrechter: Bas Nijhuis (NED) |

|                                                                       |                           |       |                       |                                                                                         |
| 15 november EK-kwalificatie Groep G № 62 «onderlinge duels» 20:45 uur | Montenegro                | 1 – 1 | Zweden                | Pod Goricomstadion, Podgorica Toeschouwers: 10.538 Scheidsrechter: William Collum (SCO) |
| 15 november EK-kwalificatie Groep G № 62 «onderlinge duels» 20:45 uur | Stevan Jovetić 80' (pen.) |       | 9' Zlatan Ibrahimović | Pod Goricomstadion, Podgorica Toeschouwers: 10.538 Scheidsrechter: William Collum (SCO) |

### 2015
|                                                          |            |         |         |                                                                                        |
| 27 maart EK-kwalificatie Groep G № 63 «onderlinge duels» | Montenegro | 0 – 3 r | Rusland | Pod Goricomstadion, Podgorica Toeschouwers: 12.000 Scheidsrechter: Deniz Aytekin (GER) |
| 27 maart EK-kwalificatie Groep G № 63 «onderlinge duels» |            |         |         | Pod Goricomstadion, Podgorica Toeschouwers: 12.000 Scheidsrechter: Deniz Aytekin (GER) |

|                                                  |                                          |       |                    |                                                                                         |
| 8 juni Vriendschappelijk № 64 «onderlinge duels» | Denemarken                               | 2 – 1 | Montenegro         | Energi Viborg Arena, Viborg Toeschouwers: 9.180 Scheidsrechter: Ken Henry Johnsen (NOR) |
| 8 juni Vriendschappelijk № 64 «onderlinge duels» | Christian Eriksen 70' Viktor Fischer 86' |       | 17' Stevan Jovetić | Energi Viborg Arena, Viborg Toeschouwers: 9.180 Scheidsrechter: Ken Henry Johnsen (NOR) |

|                                                                   |                                                               |       |                             |                                                                               |
| 14 juni EK-kwalificatie Groep G № 65 «onderlinge duels» 20:45 uur | Zweden                                                        | 3 – 1 | Montenegro                  | Friends Arena, Solna Toeschouwers: 32.224 Scheidsrechter: Hüseyin Göçek (TUR) |
| 14 juni EK-kwalificatie Groep G № 65 «onderlinge duels» 20:45 uur | Marcus Berg 38' Zlatan Ibrahimović 40' Zlatan Ibrahimović 44' |       | 64' (pen.) Dejan Damjanović | Friends Arena, Solna Toeschouwers: 32.224 Scheidsrechter: Hüseyin Göçek (TUR) |

|                                                                       |                                      |       |               |                                                                                    |
| 5 september EK-kwalificatie Groep G № 66 «onderlinge duels» 20:45 uur | Montenegro                           | 2 – 0 | Liechtenstein | Pod Goricomstadion, Podgorica Toeschouwers: 0 Scheidsrechter: Javier Estrada (ESP) |
| 5 september EK-kwalificatie Groep G № 66 «onderlinge duels» 20:45 uur | Fatos Bećiraj 38' Stevan Jovetić 56' |       |               | Pod Goricomstadion, Podgorica Toeschouwers: 0 Scheidsrechter: Javier Estrada (ESP) |

|                                                             |          |                                       |            |                                                                                           |
| 8 september EK-kwalificatie Groep G № 67 «onderlinge duels» | Moldavië | 0 – 2                                 | Montenegro | Stadionul Zimbru, Chișinău Toeschouwers: 6.243 Scheidsrechter: Sébastien Delferière (BEL) |
| 8 september EK-kwalificatie Groep G № 67 «onderlinge duels» |          | 9' Stefan Savić 65' (e.d.) Petru Racu |            | Stadionul Zimbru, Chișinău Toeschouwers: 6.243 Scheidsrechter: Sébastien Delferière (BEL) |

|                                                                     |                                     |       |                                                     |                                                                                         |
| 9 oktober EK-kwalificatie Groep G № 68 «onderlinge duels» 20:45 uur | Montenegro                          | 2 – 3 | Oostenrijk                                          | Pod Goricomstadion, Podgorica Toeschouwers: 11.000 Scheidsrechter: Daniele Orsato (ITA) |
| 9 oktober EK-kwalificatie Groep G № 68 «onderlinge duels» 20:45 uur | Mirko Vučinić 32' Fatos Bećiraj 68' |       | 55' Marc Janko 81' Marc Janko 90+2' Marcel Sabitzer | Pod Goricomstadion, Podgorica Toeschouwers: 11.000 Scheidsrechter: Daniele Orsato (ITA) |

|                                                                      |                                               |       |            |                                                                                       |
| 12 oktober EK-kwalificatie Groep G № 69 «onderlinge duels» 18:00 uur | Rusland                                       | 2 – 0 | Montenegro | Otkrytieje Arena, Moskou Toeschouwers: 37.800 Scheidsrechter: Svein Oddvar Moen (NOR) |
| 12 oktober EK-kwalificatie Groep G № 69 «onderlinge duels» 18:00 uur | Oleg Koezmin 33' Aleksandr Kokorin 37' (pen.) |       |            | Otkrytieje Arena, Moskou Toeschouwers: 37.800 Scheidsrechter: Svein Oddvar Moen (NOR) |

|                                                              | |       |                    |                                                                                 |
| 12 november EK-kwalificatiev Groep G № 70 «onderlinge duels» | Macedonië                                                                                            | 4 – 1 | Montenegro         | Philip II Arena, Skopje Toeschouwers: 500 Scheidsrechter: Ivajlo Stojanov (BUL) |
| 12 november EK-kwalificatiev Groep G № 70 «onderlinge duels» | Vanče Šikov 35' Aleksandar Trajkovski 38' (pen.) Aleksandar Trajkovski 40' Aleksandar Trajkovski 64' |       | 89' Stevan Jovetić | Philip II Arena, Skopje Toeschouwers: 500 Scheidsrechter: Ivajlo Stojanov (BUL) |

### 2016
|                                                    |                                           |       |                     |                                                                                              |
| 24 maart Vriendschappelijk № 71 «onderlinge duels» | Griekenland                               | 2 – 1 | Montenegro          | Georgios Karaiskákisstadion, Piraeus Toeschouwers: 4.450 Scheidsrechter: István Kovács (ROM) |
| 24 maart Vriendschappelijk № 71 «onderlinge duels» | Giorgos Tzavelas 54' Nikolaos Karelis 63' |       | 56' Žarko Tomašević | Georgios Karaiskákisstadion, Piraeus Toeschouwers: 4.450 Scheidsrechter: István Kovács (ROM) |

|                                                    |            |       |             |                                                                                       |
| 29 maart Vriendschappelijk № 72 «onderlinge duels» | Montenegro | 0 – 0 | Wit-Rusland | Pod Goricomstadion, Podgorica Toeschouwers: 5.500 Scheidsrechter: Danilo Grujić (SRB) |
| 29 maart Vriendschappelijk № 72 «onderlinge duels» |            |       |             | Pod Goricomstadion, Podgorica Toeschouwers: 5.500 Scheidsrechter: Danilo Grujić (SRB) |

|                                                            |                    |       |            |                                                                                  |
| 29 mei Vriendschappelijk № 73 «onderlinge duels» 19:45 uur | Turkije            | 1 – 0 | Montenegro | Antalya Arena, Antalya Toeschouwers: 30.000 Scheidsrechter: Daniel Siebert (GER) |
| 29 mei Vriendschappelijk № 73 «onderlinge duels» 19:45 uur | Mehmet Topal 90+4' |       |            | Antalya Arena, Antalya Toeschouwers: 30.000 Scheidsrechter: Daniel Siebert (GER) |

|                                                                       |                 |       |                    |                                                                                   |
| 4 september WK-kwalificatie Groep E № 74 «onderlinge duels» 20:45 uur | Roemenië        | 1 – 1 | Montenegro         | Cluj Arena, Cluj-Napoca Toeschouwers: 25.468 Scheidsrechter: Anthony Taylor (ENG) |
| 4 september WK-kwalificatie Groep E № 74 «onderlinge duels» 20:45 uur | Adrian Popa 85' |       | 87' Stevan Jovetić | Cluj Arena, Cluj-Napoca Toeschouwers: 25.468 Scheidsrechter: Anthony Taylor (ENG) |

|                                                                     |                                                                                               |       |            |                                                                                              |
| 8 oktober WK-kwalificatie Groep E № 75 «onderlinge duels» 18:00 uur | Montenegro                                                                                    | 5 – 0 | Kazachstan | Pod Goricomstadion, Podgorica Toeschouwers: 9.000 Scheidsrechter: Robert Schörgenhofer (AUT) |
| 8 oktober WK-kwalificatie Groep E № 75 «onderlinge duels» 18:00 uur | Žarko Tomašević 24' Nikola Vukčević 59' Stevan Jovetić 64' Fatos Bećiraj 73' Stefan Savić 78' |       |            | Pod Goricomstadion, Podgorica Toeschouwers: 9.000 Scheidsrechter: Robert Schörgenhofer (AUT) |

|                                                                      |            |                   |            |                                                                               |
| 11 oktober WK-kwalificatie Groep E № 76 «onderlinge duels» 18:00 uur | Denemarken | 0 – 1             | Montenegro | Parken, Kopenhagen Toeschouwers: 20.582 Scheidsrechter: Alberto Undiano (ESP) |
| 11 oktober WK-kwalificatie Groep E № 76 «onderlinge duels» 18:00 uur |            | 31' Fatos Bećiraj |            | Parken, Kopenhagen Toeschouwers: 20.582 Scheidsrechter: Alberto Undiano (ESP) |

|                                                                       |                                                                 |       |                                        | |
| 11 november WK-kwalificatie Groep E № 77 «onderlinge duels» 18:00 uur | Armenië                                                         | 3 – 2 | Montenegro                             | Republikeins Stadion Vazgen Sargsian, Jerevan Toeschouwers: 3.000 Scheidsrechter: Pavel Královec (CZE) |
| 11 november WK-kwalificatie Groep E № 77 «onderlinge duels» 18:00 uur | Artak Grigoryan 50' Varazdat Haroyan 74' Gevorg Ghazaryan 90+4' |       | 36' Damir Kojašević 38' Stevan Jovetić | Republikeins Stadion Vazgen Sargsian, Jerevan Toeschouwers: 3.000 Scheidsrechter: Pavel Královec (CZE) |

### 2017
|                                                                    |                   |       |                                            |                                                                                        |
| 26 maart WK-kwalificatie Groep E № 78 «onderlinge duels» 20:45 uur | Montenegro        | 1 – 2 | Polen                                      | Pod Goricomstadion, Podgorica Toeschouwers: 10.439 Scheidsrechter: Viktor Kassai (HUN) |
| 26 maart WK-kwalificatie Groep E № 78 «onderlinge duels» 20:45 uur | Stefan Mugoša 63' |       | 40' Robert Lewandowski 82' Łukasz Piszczek | Pod Goricomstadion, Podgorica Toeschouwers: 10.439 Scheidsrechter: Viktor Kassai (HUN) |

|                                                            |                    |       |                                     |                                                                                          |
| 4 juni Vriendschappelijk № 79 «onderlinge duels» 20:30 uur | Montenegro         | 1 – 2 | Iran                                | Pod Goricomstadion, Podgorica Toeschouwers: 4.500 Scheidsrechter: Dejan Jakimovski (MKD) |
| 4 juni Vriendschappelijk № 79 «onderlinge duels» 20:30 uur | Stevan Jovetić 32' |       | 10' Sardar Azmoun 60' Sardar Azmoun | Pod Goricomstadion, Podgorica Toeschouwers: 4.500 Scheidsrechter: Dejan Jakimovski (MKD) |

|                                                                   |                                                                           |       |                   |                                                                                    |
| 10 juni WK-kwalificatie Groep E № 80 «onderlinge duels» 20:45 uur | Montenegro                                                                | 4 – 1 | Armenië           | Pod Goricomstadion, Podgorica Toeschouwers: 7.000 Scheidsrechter: Kevin Blom (NED) |
| 10 juni WK-kwalificatie Groep E № 80 «onderlinge duels» 20:45 uur | Fatos Bećiraj 2' Stevan Jovetić 28' Stevan Jovetić 54' Stevan Jovetić 82' |       | 89' Ruslan Koryan | Pod Goricomstadion, Podgorica Toeschouwers: 7.000 Scheidsrechter: Kevin Blom (NED) |

|                                                                       |            |                                                     |            |                                                                                      |
| 1 september WK-kwalificatie Groep E № 81 «onderlinge duels» 20:45 uur | Kazachstan | 0 – 3                                               | Montenegro | Astana Arena, Astana Toeschouwers: 16.511 Scheidsrechter: Sébastien Delferière (BEL) |
| 1 september WK-kwalificatie Groep E № 81 «onderlinge duels» 20:45 uur |            | 31' Marko Vešović 53' Fatos Bećiraj 63' Marko Simić |            | Astana Arena, Astana Toeschouwers: 16.511 Scheidsrechter: Sébastien Delferière (BEL) |

|                                                                       |                    |       |          |                                                                                       |
| 5 september WK-kwalificatie Groep E № 82 «onderlinge duels» 20:45 uur | Montenegro         | 1 – 0 | Roemenië | Pod Goricomstadion, Podgorica Toeschouwers: 9.152 Scheidsrechter: Craig Thomson (SCO) |
| 5 september WK-kwalificatie Groep E № 82 «onderlinge duels» 20:45 uur | Stevan Jovetić 75' |       |          | Pod Goricomstadion, Podgorica Toeschouwers: 9.152 Scheidsrechter: Craig Thomson (SCO) |

|                                                                     |            |                       |            |                                                                                        |
| 5 oktober WK-kwalificatie Groep E № 83 «onderlinge duels» 20:45 uur | Montenegro | 0 – 1                 | Denemarken | Pod Goricomstadion, Podgorica Toeschouwers: 10.779 Scheidsrechter: Björn Kuipers (NED) |
| 5 oktober WK-kwalificatie Groep E № 83 «onderlinge duels» 20:45 uur |            | 16' Christian Eriksen |            | Pod Goricomstadion, Podgorica Toeschouwers: 10.779 Scheidsrechter: Björn Kuipers (NED) |

|                                                                     |                                                                                             |       |                                       |                                                                                       |
| 8 oktober WK-kwalificatie Groep E № 84 «onderlinge duels» 18:00 uur | Polen                                                                                       | 4 – 2 | Montenegro                            | Nationaal stadion, Warschau Toeschouwers: 57.538 Scheidsrechter: Daniele Orsato (ITA) |
| 8 oktober WK-kwalificatie Groep E № 84 «onderlinge duels» 18:00 uur | Krzysztof Mączyński 6' Kamil Grosicki 16' Robert Lewandowski 85' Filip Stojković 87' (e.d.) |       | 78' Stefan Mugoša 83' Nikola Vukčević | Nationaal stadion, Warschau Toeschouwers: 57.538 Scheidsrechter: Daniele Orsato (ITA) |

### 2018
|                                                              |        |       |            |                                                                                |
| 23 maart Vriendschappelijk № 85 «onderlinge duels» 17:00 uur | Cyprus | 0 – 0 | Montenegro | GSP-stadion, Strovolos Toeschouwers: 1.200 Scheidsrechter: Milorad Mažić (SRB) |
| 23 maart Vriendschappelijk № 85 «onderlinge duels» 17:00 uur |        |       |            | GSP-stadion, Strovolos Toeschouwers: 1.200 Scheidsrechter: Milorad Mažić (SRB) |

|                                                              |                                    |       |                                   |                                                                                       |
| 27 maart Vriendschappelijk № 86 «onderlinge duels» 20:10 uur | Montenegro                         | 2 – 2 | Turkije                           | Pod Goricomstadion, Podgorica Toeschouwers: 6.000 Scheidsrechter: Milorad Mažić (SRB) |
| 27 maart Vriendschappelijk № 86 «onderlinge duels» 20:10 uur | Mirko Ivanić 45' Stefan Mugoša 87' |       | 11' Cengiz Ünder 23' Okay Yokuşlu | Pod Goricomstadion, Podgorica Toeschouwers: 6.000 Scheidsrechter: Milorad Mažić (SRB) |

|                                                            |                 |       |            |                                                                                    |
| 28 mei Vriendschappelijk № 87 «onderlinge duels» 18:00 uur | Bosnië en Herz. | 0 – 0 | Montenegro | Bilino Polje, Zenica Toeschouwers: 5.215 Scheidsrechter: Dimitar Mečkarovski (MKD) |
| 28 mei Vriendschappelijk № 87 «onderlinge duels» 18:00 uur |                 |       |            | Bilino Polje, Zenica Toeschouwers: 5.215 Scheidsrechter: Dimitar Mečkarovski (MKD) |

|                                                            |            |                                       |          |                                                                                    |
| 2 juni Vriendschappelijk № 88 «onderlinge duels» 20:15 uur | Montenegro | 0 – 2                                 | Slovenië | Pod Goricomstadion, Podgorica Toeschouwers: 2.944 Scheidsrechter: Igor Pajač (CRO) |
| 2 juni Vriendschappelijk № 88 «onderlinge duels» 20:15 uur |            | 39' (pen.) Roman Bezjak 79' Miha Zajc |          | Pod Goricomstadion, Podgorica Toeschouwers: 2.944 Scheidsrechter: Igor Pajač (CRO) |

|                                                                            |          |       |            |                                                                                |
| 7 september UEFA Nations League Groep C4 № 89 «onderlinge duels» 20:45 uur | Roemenië | 0 – 0 | Montenegro | Ilie Oanăstadion, Ploiești Toeschouwers: 0 Scheidsrechter: Ivan Kružliak (SVK) |
| 7 september UEFA Nations League Groep C4 № 89 «onderlinge duels» 20:45 uur |          |       |            | Ilie Oanăstadion, Ploiești Toeschouwers: 0 Scheidsrechter: Ivan Kružliak (SVK) |

|                                                                             |                                            |       |          |                                                                                      |
| 10 september UEFA Nations League Groep C4 № 90 «onderlinge duels» 20:45 uur | Montenegro                                 | 2 – 0 | Litouwen | Pod Goricomstadion, Podgorica Toeschouwers: 5.239 Scheidsrechter: Jakob Kehlet (DEN) |
| 10 september UEFA Nations League Groep C4 № 90 «onderlinge duels» 20:45 uur | Stefan Savić 34' (pen.) Marko Janković 36' |       |          | Pod Goricomstadion, Podgorica Toeschouwers: 5.239 Scheidsrechter: Jakob Kehlet (DEN) |

|                                                                           |            |                                                 |        |                                                                                          |
| 11 oktober UEFA Nations League Groep C4 № 91 «onderlinge duels» 20:45 uur | Montenegro | 0 – 2                                           | Servië | Pod Goricomstadion, Podgorica Toeschouwers: 10.700 Scheidsrechter: Gianluca Rocchi (ITA) |
| 11 oktober UEFA Nations League Groep C4 № 91 «onderlinge duels» 20:45 uur |            | 18' Aleksandar Mitrović 81' Aleksandar Mitrović |        | Pod Goricomstadion, Podgorica Toeschouwers: 10.700 Scheidsrechter: Gianluca Rocchi (ITA) |

|                                                                           |                        |       |                                                                                |                                                                                     |
| 14 oktober UEFA Nations League Groep C4 № 92 «onderlinge duels» 20:45 uur | Litouwen               | 1 – 4 | Montenegro                                                                     | LFF-stadion, Vilnius Toeschouwers: 1.515 Scheidsrechter: Robert Schörgenhofer (AUT) |
| 14 oktober UEFA Nations League Groep C4 № 92 «onderlinge duels» 20:45 uur | Rolandas Baravykas 88' |       | 10' Stefan Mugoša 35' Boris Kopitović 45' (pen.) Stefan Mugoša 86' Darko Zorić | LFF-stadion, Vilnius Toeschouwers: 1.515 Scheidsrechter: Robert Schörgenhofer (AUT) |

|                                                                            |                                         |       |                   |                                                                                                |
| 17 november UEFA Nations League Groep C4 № 93 «onderlinge duels» 15:00 uur | Servië                                  | 2 – 1 | Montenegro        | Rode Sterstadion, Belgrado Toeschouwers: 15.416 Scheidsrechter: Alberto Undiano Mallenco (ESP) |
| 17 november UEFA Nations League Groep C4 № 93 «onderlinge duels» 15:00 uur | Adem Ljajić 30' Aleksandar Mitrović 32' |       | 70' Stefan Mugoša | Rode Sterstadion, Belgrado Toeschouwers: 15.416 Scheidsrechter: Alberto Undiano Mallenco (ESP) |

|                                                                            |            |                     |          |                                                                                      |
| 20 november UEFA Nations League Groep C4 № 94 «onderlinge duels» 20:45 uur | Montenegro | 0 – 1               | Roemenië | Pod Goricomstadion, Podgorica Toeschouwers: 3.574 Scheidsrechter: Felix Zwayer (GER) |
| 20 november UEFA Nations League Groep C4 № 94 «onderlinge duels» 20:45 uur |            | 44' George Țucudean |          | Pod Goricomstadion, Podgorica Toeschouwers: 3.574 Scheidsrechter: Felix Zwayer (GER) |

### 2019
|                                                                    |                   |       |                   |                                                                                              |
| 22 maart EK-kwalificatie Groep A № 95 «onderlinge duels» 20:45 uur | Bulgarije         | 1 – 1 | Montenegro        | Vasil Levski Nationaal Stadion, Sofia Toeschouwers: 5.652 Scheidsrechter: Ruddy Buquet (FRA) |
| 22 maart EK-kwalificatie Groep A № 95 «onderlinge duels» 20:45 uur | Todor Nedelev 82' |       | 50' Stefan Mugoša | Vasil Levski Nationaal Stadion, Sofia Toeschouwers: 5.652 Scheidsrechter: Ruddy Buquet (FRA) |

|                                                                    |                   |       |                                                                                        |                                                                                           |
| 25 maart EK-kwalificatie Groep A № 96 «onderlinge duels» 20:45 uur | Montenegro        | 1 – 5 | Engeland                                                                               | Pod Goricomstadion, Podgorica Toeschouwers: 8.329 Scheidsrechter: Aleksej Koelbakov (BLR) |
| 25 maart EK-kwalificatie Groep A № 96 «onderlinge duels» 20:45 uur | Marko Vešović 17' |       | 30' Michael Keane 39' Ross Barkley 59' Ross Barkley 74' Harry Kane 81' Raheem Sterling | Pod Goricomstadion, Podgorica Toeschouwers: 8.329 Scheidsrechter: Aleksej Koelbakov (BLR) |

|                                                                  |                   |       |                   |                                                                                    |
| 7 juni EK-kwalificatie Groep A № 97 «onderlinge duels» 20:45 uur | Montenegro        | 1 – 1 | Kosovo            | Pod Goricomstadion, Podgorica Toeschouwers: 0 Scheidsrechter: Daniele Orsato (ITA) |
| 7 juni EK-kwalificatie Groep A № 97 «onderlinge duels» 20:45 uur | Stefan Mugoša 69' |       | 24' Milot Rashica | Pod Goricomstadion, Podgorica Toeschouwers: 0 Scheidsrechter: Daniele Orsato (ITA) |

|                                                                   |                                                                       |       |            |                                                                                         |
| 10 juni EK-kwalificatie Groep A № 98 «onderlinge duels» 20:45 uur | Tsjechië                                                              | 3 – 0 | Montenegro | Andrův stadion, Olomouc Toeschouwers: 11.565 Scheidsrechter: Vladislav Bezborodov (RUS) |
| 10 juni EK-kwalificatie Groep A № 98 «onderlinge duels» 20:45 uur | Jakub Jankto 18' Boris Kopitović 49' (e.d.) Patrick Schick 82' (pen.) |       |            | Andrův stadion, Olomouc Toeschouwers: 11.565 Scheidsrechter: Vladislav Bezborodov (RUS) |

|                                                                 |                                              |       |                   |                                                                                             |
| 5 september Vriendschappelijk № 99 «onderlinge duels» 20:45 uur | Montenegro                                   | 2 – 1 | Hongarije         | Pod Goricomstadion, Podgorica Toeschouwers: 3.370 Scheidsrechter: Dimitar Meckarovski (MKD) |
| 5 september Vriendschappelijk № 99 «onderlinge duels» 20:45 uur | Nebojša Kosović 32' Stefan Mugoša 75' (pen.) |       | 2' Filip Holender | Pod Goricomstadion, Podgorica Toeschouwers: 3.370 Scheidsrechter: Dimitar Meckarovski (MKD) |

|                                                                         |            |                                                           |          |                                                                                       |
| 10 september EK-kwalificatie Groep A № 100 «onderlinge duels» 20:45 uur | Montenegro | 0 – 3                                                     | Tsjechië | Pod Goricomstadion, Podgorica Toeschouwers: 5.951 Scheidsrechter: Ali Palabıyık (TUR) |
| 10 september EK-kwalificatie Groep A № 100 «onderlinge duels» 20:45 uur |            | 54' Tomáš Souček 58' Lukáš Masopust 90+4' Vladimír Darida |          | Pod Goricomstadion, Podgorica Toeschouwers: 5.951 Scheidsrechter: Ali Palabıyık (TUR) |

|                                                                       |            |       |           |                                                                                        |
| 11 oktober EK-kwalificatie Groep A № 101 «onderlinge duels» 20:45 uur | Montenegro | 0 – 0 | Bulgarije | Pod Goricomstadion, Podgorica Toeschouwers: 3.012 Scheidsrechter: Andreas Ekberg (SWE) |
| 11 oktober EK-kwalificatie Groep A № 101 «onderlinge duels» 20:45 uur |            |       |           | Pod Goricomstadion, Podgorica Toeschouwers: 3.012 Scheidsrechter: Andreas Ekberg (SWE) |

|                                                                       |                                    |       |            |                                                                                            |
| 14 oktober EK-kwalificatie Groep A № 102 «onderlinge duels» 20:45 uur | Kosovo                             | 2 – 0 | Montenegro | Fadil Vokrristadion, Pristina Toeschouwers: 12.494 Scheidsrechter: Artur Soares Dias (POR) |
| 14 oktober EK-kwalificatie Groep A № 102 «onderlinge duels» 20:45 uur | Amir Rrahmani 10' Vedat Muriqi 34' |       |            | Fadil Vokrristadion, Pristina Toeschouwers: 12.494 Scheidsrechter: Artur Soares Dias (POR) |

|                                                                        | |       |            |                                                                                        |
| 14 november EK-kwalificatie Groep A № 103 «onderlinge duels» 20:45 uur | Engeland | 7 – 0 | Montenegro | Wembley Stadium, Londen Toeschouwers: 77.277 Scheidsrechter: Antonio Mateu Lahoz (ESP) |
| 14 november EK-kwalificatie Groep A № 103 «onderlinge duels» 20:45 uur | Alex Oxlade-Chamberlain 11' Harry Kane 19' Harry Kane 24' Marcus Rashford 30' Harry Kane 37' Aleksandar Šofranac 66' (e.d.) Tammy Abraham 84' |       |            | Wembley Stadium, Londen Toeschouwers: 77.277 Scheidsrechter: Antonio Mateu Lahoz (ESP) |

|                                                                  |                                        |       |             |                                                                                               |
| 19 november Vriendschappelijk № 104 «onderlinge duels» 18:00 uur | Montenegro                             | 2 – 0 | Wit-Rusland | Pod Goricomstadion, Podgorica Toeschouwers: 1.371 Scheidsrechter: Trustin Farrugia Cann (MLT) |
| 19 november Vriendschappelijk № 104 «onderlinge duels» 18:00 uur | Stefan Mugoša 9' Sead Hakšabanović 14' |       |             | Pod Goricomstadion, Podgorica Toeschouwers: 1.371 Scheidsrechter: Trustin Farrugia Cann (MLT) |

FSCG · A-internationals · Bondscoaches · Statistieken · Montenegrijns vrouwenelftal · Montenegro U21 · Montenegro U20 · Montenegro U19 · Montenegro U17 · Servië en Montenegro U19 · Servië en Montenegro U17
2003 – 2006** · 
2007 – 2009 · 
2010 – 2019 ·
2020 − 2029
EK 2008 · 
EK 2012 · 
EK 2016
WK 2006** · 
WK 2010 · 
WK 2014 · 
WK 2018
OS 2004** · 
OS 2008 · 
OS 2012 · 
OS 2016
2007 · 
2008 · 
2009 · 
2010 · 
2011 · 
2012 · 
2013 · 
2014 · 
2015 · 
2016 · 
2017 ·
2018 ·
2019 ·
2020 ·
2021 ·
2022 ·
2023
Albanië ·
Armenië ·
Azerbeidzjan ·
België · 
Bosnië en Herzegovina ·
Bulgarije ·
Colombia ·
Cyprus ·
Denemarken · 
Engeland ·
Estland ·
Finland ·
Georgië ·
Ghana ·
Gibraltar ·
Griekenland ·
Hongarije ·
Ierland ·
IJsland ·
Iran · 
Israël ·
Italië ·
Japan ·
Kazachstan ·
Kosovo ·
Letland ·
Libanon ·
Liechtenstein ·
Litouwen ·
Luxemburg ·
Moldavië ·
Nederland ·
Noord-Ierland ·
Noord-Macedonië ·
Noorwegen ·
Oekraïne ·
Oezbekistan ·
Oostenrijk ·
Polen ·
Roemenië ·
Rusland · 
San Marino ·
Servië ·
Slovenië ·
Slowakije ·
Tsjechië ·
Turkije ·
Wales ·
Wit-Rusland ·
Zweden ·
Zwitserland
Argentinië (2006) · 
Ivoorkust (2006) · 
Nederland (2006)
** - Onder de naam Servië en Montenegro
AFC-zone: Afghanistan · Australië · Bahrein · Bangladesh · Bhutan · Brunei · Cambodja · China · Chinees Taipei · Filipijnen · Guam · Hongkong · India · Indonesië · Iran · Irak · Japan · Jemen · Jordanië · Koeweit · Kirgizië · Laos · Libanon · Macau · Maleisië · Maldiven · Mongolië · Myanmar · Nepal · Noord-Korea · Oezbekistan · Oman · Oost-Timor · Pakistan · Palestina · Qatar · Saoedi-Arabië · Singapore · Sri Lanka · Syrië · Tadjikistan · Thailand · Turkmenistan · Verenigde Arabische Emiraten · Vietnam · Zuid-Korea

CAF-zone: Algerije · Angola · Benin · Botswana · Burkina Faso · Burundi · Centraal-Afrikaanse Republiek · Comoren · Congo-Brazzaville · Congo-Kinshasa · Djibouti · Egypte · Equatoriaal-Guinea · Eritrea · Ethiopië · Gabon · Gambia · Ghana · Guinee · Guinee-Bissau · Ivoorkust · Kaapverdië · Kameroen · Kenia · Lesotho · Liberia · Libië · Madagaskar · Malawi · Mali · Mauritanië · Mauritius · Marokko · Mozambique · Namibië · Niger · Nigeria · Oeganda · Rwanda · Sao Tomé en Principe · Senegal · Seychellen · Sierra Leone · Soedan · Somalië · Swaziland · Tanzania · Togo · Tsjaad · Tunesië · Zambia · Zimbabwe · Zuid-Afrika · Zuid-Soedan 

CONCACAF-zone: Amerikaanse Maagdeneilanden · Anguilla · Antigua en Barbuda · Aruba · Bahama's · Barbados · Belize · Bermuda · Britse Maagdeneilanden · Canada · Kaaimaneilanden · Costa Rica · Cuba · Curaçao · Dominica · Dominicaanse Republiek · El Salvador · Frans Guyana · Grenada · Guadeloupe · Guatemala · Guyana · Haïti · Honduras · Jamaica · Martinique · Mexico · Montserrat · 
Nicaragua · Panama · Puerto Rico · Saint Kitts en Nevis · Saint Lucia · Saint Vincent en de Grenadines · Sint Maarten · Suriname · Trinidad en Tobago · Turks- en Caicoseilanden · Verenigde Staten

CONMEBOL-zone: Argentinië · Bolivia · Brazilië · Chili · Colombia · Ecuador · Paraguay · Peru · Uruguay · Venezuela

OFC-zone: Amerikaans-Samoa · Cookeilanden · Fiji · Nieuw-Caledonië · Nieuw-Zeeland · Papoea-Nieuw-Guinea · Samoa · Salomoneilanden · Tahiti · Tonga · Vanuatu

UEFA-zone: Albanië · Andorra · Armenië · Azerbeidzjan · België · Bosnië en Herzegovina · Bulgarije · Cyprus · Denemarken · Duitsland · Engeland · Estland · Faeröer · Finland · Frankrijk · Georgië · Gibraltar · Griekenland · Hongarije · IJsland · Ierland · Israël · Italië · Kazachstan · Kosovo · Kroatië · Letland · Liechtenstein · Litouwen · Luxemburg · Macedonië · Malta · Moldavië · Montenegro · Nederland · Noord-Ierland · Noorwegen · Oekraïne · Oostenrijk · Polen · Portugal · Roemenië · Rusland · San Marino · Schotland · Servië · Slovenië · Slowakije · Spanje · Tsjechië · Turkije · Wales · Wit-Rusland · Zweden · Zwitserland